# Paul Doughty Bartlett
Paul Doughty Bartlett (Ann Arbor, 14 agosto 1907 – Lexington, 11 ottobre 1997) è stato un chimico statunitense, famoso per i suoi contributi nel campo della chimica organica fisica.

## Vita
Paul D. Bartlett nacque ad Ann Arbor (Michigan) e crebbe a Indianapolis. Studiò chimica all'Amherst College laureandosi nel 1928, poi ottenne il PhD nel 1931 all'Università di Harvard presso James Bryant Conant. In questo stesso anno sposò Mary Lula Court dalla quale avrebbe avuto tre figli. In seguito lavorò per un anno all'Università Rockefeller a New York e due anni all'Università del Minnesota. Nel 1934 tornò come istruttore ad Harvard e nel 1946 fu nominato professore cattedratico. Qui svolse la maggior parte della sua carriera e fondò una scuola di chimica organica fisica che avrebbe formato più di 270 ricercatori. Fu altresì un leader nello sviluppo dell'insegnamento universitario dei meccanismi di reazione in chimica organica. Nel 1972 si ritirò dalla sua posizione ad Harvard e iniziò una nuova carriera di professore alla Texas Christian University a Fort Worth. Andò definitivamente in pensione nel 1985.

## Ricerche
Le sue ricerche si svolsero principalmente nel campo della chimica organica fisica. I principali risultati riguardarono questi argomenti:
- reattività di derivati alogenati di idrocarburi biciclici a ponte (tipo il norbornano)
- reazioni di scambio idrogeno-alogeno
- reattività di carbocationi e di ioni non classici
- chimica dei radicali liberi
- chimica degli α-lattoni

## Opere
Bartlett ha pubblicato circa 300 articoli su riviste specialistiche. Ottenne anche 17 brevetti, concernenti ad esempio il controllo degli insetti, la distruzione di armi chimiche, la raffinazione del petrolio. È stato inoltre curatore del libro:
- (EN) P. D. Bartlett (a cura di), Nonclassical Ions, Benjamin, 1965.

## Riconoscimenti
Bartlett fu membro di molte società scientifiche, tra cui l'Accademia nazionale delle scienze (Stati Uniti d'America) (1947), la American Philosophical Society, la American Academy of Arts and Sciences, Royal Society of Chemistry e la Accademia Cesarea Leopoldina.
Bartlett ricevette varie lauree honoris causa, nonché numerosi premi e riconoscimenti, tra i quali:
- Premio Willard Gibbs (1963)
- Medaglia John Price Wetherill (1970)
- National Medal of Science (1968)
- Premio Linus Pauling (1975)
- Welch Award in Chemistry (1981)